# Lenço de papel

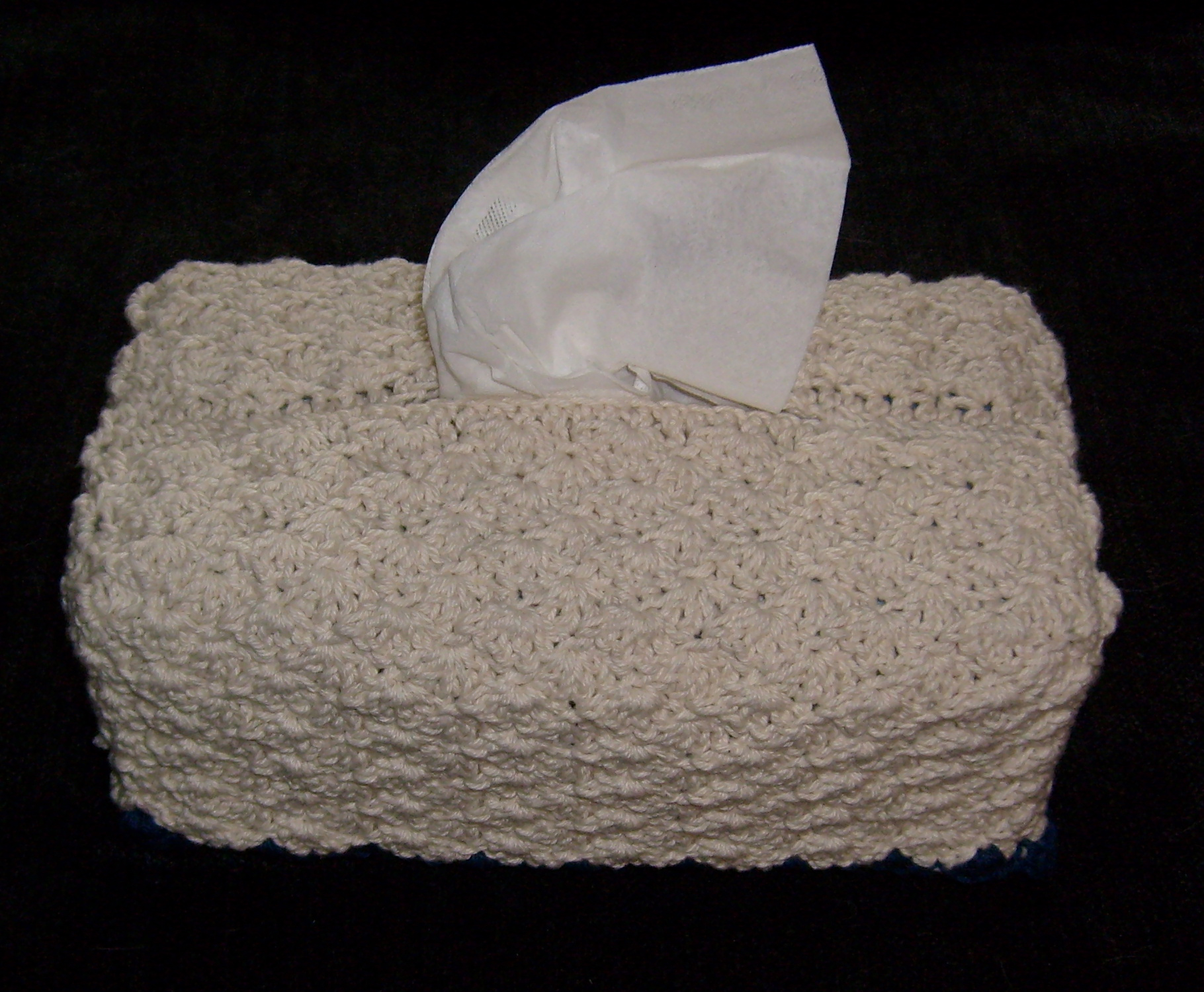
Lenço de papel

Lenço de papel é um tipo de papel que pode ser usado para vários propósitos, como papel higiênico, máscara, papel-toalha, papel de embrulho e outros. O papel de seda pode ser fabricado a partir de polpa de papel original ou de produtos reciclados.